# Zadné Meďodoly
Die Zadné Meďodoly (bis kurz nach dem Zweiten Weltkrieg slowakisch Zadné Koperšády; deutsch Hintere Kupferschächte; ungarisch Hátsó-Rézaknák; polnisch Dolina Zadnich Koperszadów oder kurz Zadnie Koperszady) ist das nördlichste Seitental des Tals Javorová dolina in der Slowakei. Es liegt im östlichsten Teil des Tatra-Hauptkamms auf dessen nördlicher Seite, am Übergang von der südwestlich gelegenen Hohen Tatra in das nördlich gelegene Gebirge Belianske Tatry (deutsch Belaer Tatra).

## Beschreibung
Das Tal beginnt auf einer Höhe von etwa 1080 m n.m. am Zusammenfluss des Meďodolský potok (Kupferschächtebach) mit der Javorinka und ist von dort grob nach Südosten beziehungsweise Osten gerichtet und endet am Sattel Kopské sedlo (Kopapass). Begrenzt wird er durch den Hauptkamm der Belianske Tatry im Norden, genauer vom Berg Kôň, und weiter die Berge Nový, Havran, Ždiarska vidla bis zum Hlúpy unweit Kopské sedlo, das Tal Predné Meďodoly (Vordere Kupferschächte) im Osten, die Seitentäler Jahňací kotol (Ebereschental) und Kolová dolina (Pflockseetal) bis zum Hauptkamm der Hohen Tatra im Süden.

## Name und Geschichte
Nach Angaben des evangelischen Pfarrers und Botanikers Thomas Mauksch (1826) leitet sich der Name sowohl von Predné Meďodoly als auch von Zadné Meďodoly von der Felsenformation Medené lávky (Kupferbänke) an den Nordhängen von Kežmarský štít (Kesmarker Spitze) und Lomnický štít (Lomnitzer Spitze) ab. Allerdings ist diese Formation relativ entfernt von diesem Tal und auch historisch nicht direkt verwandt. Namensgebend sind Kupferbergwerke, erstmals im 16. Jahrhundert erwähnt, die sich in der unmittelbaren Umgebung des Sattels Kopské sedlo sowie im Grat Richtung Jahňací štít (Weißseespitze) und Richtung Belianske Tatry befanden. Noch zur Zeit des Historikers Christian Genersich (1807) arbeiteten zwei Kupferbergwerke am Kopské sedlo. Historisch sind auch Eisenerzader (Ungrisches Magazin 1783) belegt. In den Bergwerken waren vor allem Bergleute aus Kežmarok (deutsch Kesmark) und Spišská Belá (deutsch Zipser Bela) beschäftigt. Heute sind die einstigen Bergwerke allerdings nicht mehr erkennbar.
Mundartlich deutsch hießen die Bergwerke Kopperschächte, nach dem zipserdeutschen Wort Kopper für Kupfer. Nach dieser Form hieß das Tal historisch slowakisch Zadné Koperšády, im polnischen gilt bis heute die Bezeichnung Dolina Zadnich Koperszadów. Ebenfalls im polnischen hieß das Tal historisch Koperszady Polskie (d. h. „polnische“ Kupferschächte), nach der Orientierung Richtung Polen, im Gegensatz zu Koperszady Węgierskie für Predné Meďodoly, das von polnischer Sicht tiefer ins Königreich Ungarn führt. Nach der historischen Zugehörigkeit wurde das Tal deutsch auch Javorinaer Kupferschächte genannt.

## Tourismus
Durch das Tal führt ein blau markierter Weg vom Abzweig Pod Muráňom und weiter Tatranská Javorina bis zum Sattel Kopské sedlo, die Seitentäler Jahňací kotol und Kolová dolina sind nicht durch Wanderwege erschlossen.